# Vesslemakier
Vesslemakier eller lepilemurer (Lepilemur) är ett släkte i ordningen primater som räknas som en egen familj. I släktet ingår 7 till 26 arter. De närmaste släktingarna är de utdöda jättelemurerna (Megaladapis).

## Utbredningsområde
Detta släkte finns bara på ön Madagaskar och på tillhörande mindre öar.

## Utseende
Vesslemakier är medelstora djur i underordningen Strepsirrhini. Pälsen är på ovansidan gråbrun eller rödaktig och på undersidan vitaktig eller gul. Typiskt är huvudet som är litet och de stora, avrundade öronen. Kroppslängden (huvud och bål) ligger mellan 30 och 35 cm och vikten uppgår till ungefär 900 gram. Svansen är ungefär av kroppens längd eller lite kortare. Vid bakfötterna förekommer fem tår och den fjärde samt den femte tån är störst. Den första tån är utrustad med en stor platt nagel. Naglarna på de andra tårna har en uppåtriktad köl och liknar klor.

## Levnadssätt
Vesslemakier är uteslutande aktiva under natten. De lever i träd och rör sig hoppande med de starka bakre extremiteterna framåt. På marken skuttar de på samma sätt som kängurudjur. Under dagen vilar de i håligheter i träd eller i träd med mycket löv. Utanför parningstiden lever vesslemakier ensamma och försvarar sitt territorium mot individer från samma släkte. Det är möjligt att territorierna mellan hannar och honor överlappar varandra. Ibland syns två honor som är nära släkt med varandra tillsammans (till exempel moder och en äldre dotter). Reviret försvaras med hotfulla läten och rörelser eller ibland genom strider.

## Födan
Arterna i detta släkte livnär sig huvudsakligen av växtämnen och däribland företrädesvis av löv samt några blommor. Liksom hardjur äter de sin avföring en gång till för att utnyttja födan så bra som möjligt. I deras stort utformade blindtarm finns mikroorganismer som hjälper vid nedbrytningen av cellulosa.

## Fortplantningen
Det enda ungdjuret föds mellan september och december efter en dräktighet av 120 till 150 dagar. En hålighet i ett träd tjänstgör oftast som bo. Efter cirka fyra månader slutar modern att ge di. Ungarna stannar ungefär ett år hos modern och är efter ett och ett halvt år könsmogna. Enskilda exemplar i fångenskap har levt 8 eller 12 år.

## Hot
Som för de flesta primater på Madagaskar består den största faran för vesslemakier i avverkningen av de skogar där de bor. En mindre del av populationens minskning beror också på jakten. IUCN listar 26 arter och av dessa 5 som akut hotad (CR), 15 som starkt hotad (EN), 5 som sårbar (VU) och en som nära hotad (NT).

## Systematik
Ibland räknas släktet vesslemakier tillsammans med det utdöda släktet jättelemurer till en familj med det vetenskapliga namnet Megaladapidae men oftast står de som sin egen familj. Fram till 2005 räknades åtta arter till släktet.
- Lepilemur ankaranensis, i norra Madagaskar.
- Lepilemur dorsalis, en hotad art som förekommer i öns nordvästra del.
- Lepilemur edwardsi, lever i västra Madagaskar.
- Lepilemur leucopus, föredrar mer torra områden i öns södra del.
- Lepilemur microdon, finns i sydöstra Madagaskar.
- Lepilemur mustelinus, som lever i nordöstra Madagaskar.
- Lepilemur ruficaudatus, är minsta arten i detta släkte och lever också i öns sydöstra del.
- Lepilemur septentrionalis, en hotad art som bara förekommer i Madagaskars nordligaste hörn.

Efter en undersökning från 2006 ökade släktet med ytterligare 3 arter.
- Lepilemur aeeclis, nordvästra Madagaskar.
- Lepilemur randrianasoli, västra Madagaskar.
- Lepilemur sahamalazensis, nordvästra Madagaskar.

Ytterligare 15 arter listas av IUCN (2017).
- Lepilemur ahmansonorum, nordvästra Madagaskar.
- Lepilemur betsileo, östra Madagaskar.
- Lepilemur fleuretae, sydöstra Madagaskar.
- Lepilemur grewcockorum, nordvästra Madagaskar.
- Lepilemur hollandorum, nordöstra Madagaskar.
- Lepilemur hubbardorum, sydcentrala Madagaskar.
- Lepilemur jamesorum, sydöstra Madagaskar.
- Lepilemur milanoii, norra Madagaskar.
- Lepilemur mittermeieri, nordvästra Madagaskar.
- Lepilemur otto, nordvästra Madagaskar.
- Lepilemur petteri, södra Madagaskar.
- Lepilemur scottorum, nordöstra Madagaskar.
- Lepilemur seali, nordöstra Madagaskar.
- Lepilemur tymerlachsoni, på ön Nosy Bé vid norra Madagaskar.
- Lepilemur wrightae, sydcentrala Madagaskar.